# Gryllus krugeri
Gryllus krugeri is een rechtvleugelig insect uit de familie krekels (Gryllidae). De wetenschappelijke naam van deze soort is voor het eerst geldig gepubliceerd in 1988 door Otte, Toms & Cade.